# Karen Grønn-Hagen
Karen Grønn-Hagen (* 27. November 1903 in Tynset; † 19. Dezember 1982) war eine norwegische Politikerin der Senterpartiet (Sp). Von August bis September 1963 war sie die Familien- und Verbraucherministerin ihres Landes. Von 1954 bis 1957 sowie erneut von 1961 bis 1965 war sie Abgeordnete im Storting.

## Leben
Grønn-Hagen besuchte eine Hauswirtschaftsschule. Sie arbeitete unter anderem als Milchmädchen und Haushaltshilfe und war eine Zeit lang Hausfrau. Von 1923 bis 1924 war sie mehrmals als Ersatzlehrerin tätig. Ab 1929 arbeitete sie schließlich als Landwirtin. Grønn-Hagen engagierte sich im norwegischen Bäuerinnenverband, dem Norges bondekvinnelag. In ihrer Heimatkommune Tynset war sie in der Lokalpolitik aktiv. Zwischen 1951 und 1960 gehörte sie dem Kommunalparlament von Tynset an. Bei der Parlamentswahl 1953 gelang Grønn-Hagen nicht der direkte Einzug in das norwegische Nationalparlament Storting. Sie wurde stattdessen erste Vararepresentantin, also Ersatzabgeordnete, für ihren Wahlkreis Hedmark. Im Juli 1954 rückte sie für ihren verstorbenen Parteikollegen Einar Frogner in das Storting nach. Dort wurde sie im Oktober 1955 Mitglied im Verkehrsausschuss. Im Januar 1956 wechselte sie in den Sozialausschuss. Bei der Wahl 1957 zog sie nicht erneut in das Parlament ein. Grønn-Hagen war die erste Frau, die für die Senterpartiet – damals noch unter dem Namen Bondepartiet – im Storting saß.
In den Jahren 1959 bis 1960 war sie die stellvertretende Bürgermeisterin ihrer Gemeinde. Bei der Stortingswahl 1961 zog sie ein zweites Mal in das Nationalparlament ein. Im Storting übernahm sie im Verwaltungsausschuss den Posten als Sekretärin. Als es am 28. August 1963 während der laufenden Legislaturperiode zu einem Regierungswechsel kam, wurde sie in der neu gebildeten Regierung Lyng zur Familien- und Verbraucherministerin ernannt. Grønn-Hagen behielt ihr Amt bis zum erneuten Regierungswechsel knapp ein Monat später am 25. September 1963. Sie war dabei die einzige Frau in der Regierung und gilt als die erste Frau des Landes, die einen Ministerposten in einer bürgerlichen Regierung bekleidete. Nachdem sie aufgrund ihrer Regierungsmitgliedschaft ihr Mandat hatte ruhen lassen müssen, kehrte sie im Anschluss wieder ins Storting zurück. Dort war sie bis zum Ende der Legislaturperiode im Jahr 1965 weiter Sekretärin des Verwaltungsausschusses.
Im Jahr 2018 wurde eine Straße in Tynset nach ihr benannt. Ihr Enkel ist der Landwirtschaftsfunktionär und Senterpartiet-Politiker Nils T. Bjørke.